# Deshidroemetina
La deshidroemetina, és un alcaloide derivat de la ipecacuana, igual que el seu anàleg l'emetina és un amebicida tissular.

## Indicacions
La deshidroemetina es va usar com amebicida sistèmic d'acció directa. Igual que la emetina, alguna vegada va utilitzar àmpliament per combatre la amebiasi intestinal invasora i greu i la amebiasi extraintestinal, però encara que se la considera com un producte menys tòxic, ha estat substituïda pel metronidazole que té la mateixa eficàcia i posseeix menor toxicitat. La deshidroemetina posseeix propietats farmacològiques similars a l'emetina.encara que la deshidroemetina és lleugerament menys cardiotóxica.

## Indicacions especials
Els abscessos hepàtics es tracten amb metronidazole, però, quan aquest fàrmac estigui contraindicat se substitueix amb deshidroemetina. La deshidroemetina posseeix activitat amebicida enfront de trofozoïts de E. histolytica, però no davant de quists; per això és eficaç en les formes tissulars d'amebiasi i en l'amebiasi intestinal greu.
Als Estats Units la deshidroemetina es pot obtenir si se sol·licita al servei de farmacologia dels CDC, gràcies a un protocol de recerca de fàrmacs nous.